# Rhabdoplea munda
Rhabdoplea munda är en insektsart som beskrevs av Karsch 1893. Rhabdoplea munda ingår i släktet Rhabdoplea och familjen gräshoppor. Inga underarter finns listade i Catalogue of Life.